# Riksmötet 2011/2012
Riksmötet 2011/12 var Sveriges riksdags verksamhetsår 2011–2012. Det pågick från riksmötets öppnande den 15 september 2011 till den 18 september 2012.

## Talmanspresidiet
| Talman             | Första vice talman         | Andra vice talman | Tredje vice talman    |
|                    | Ingen fri bild tillgänglig |                   |                       |
| Per Westerberg (M) | Susanne Eberstein (S)      | Ulf Holm (MP)     | Liselott Hagberg (FP) |
| ------------------ | -------------------------- | ----------------- | --------------------- |

## Händelser och beslut i urval

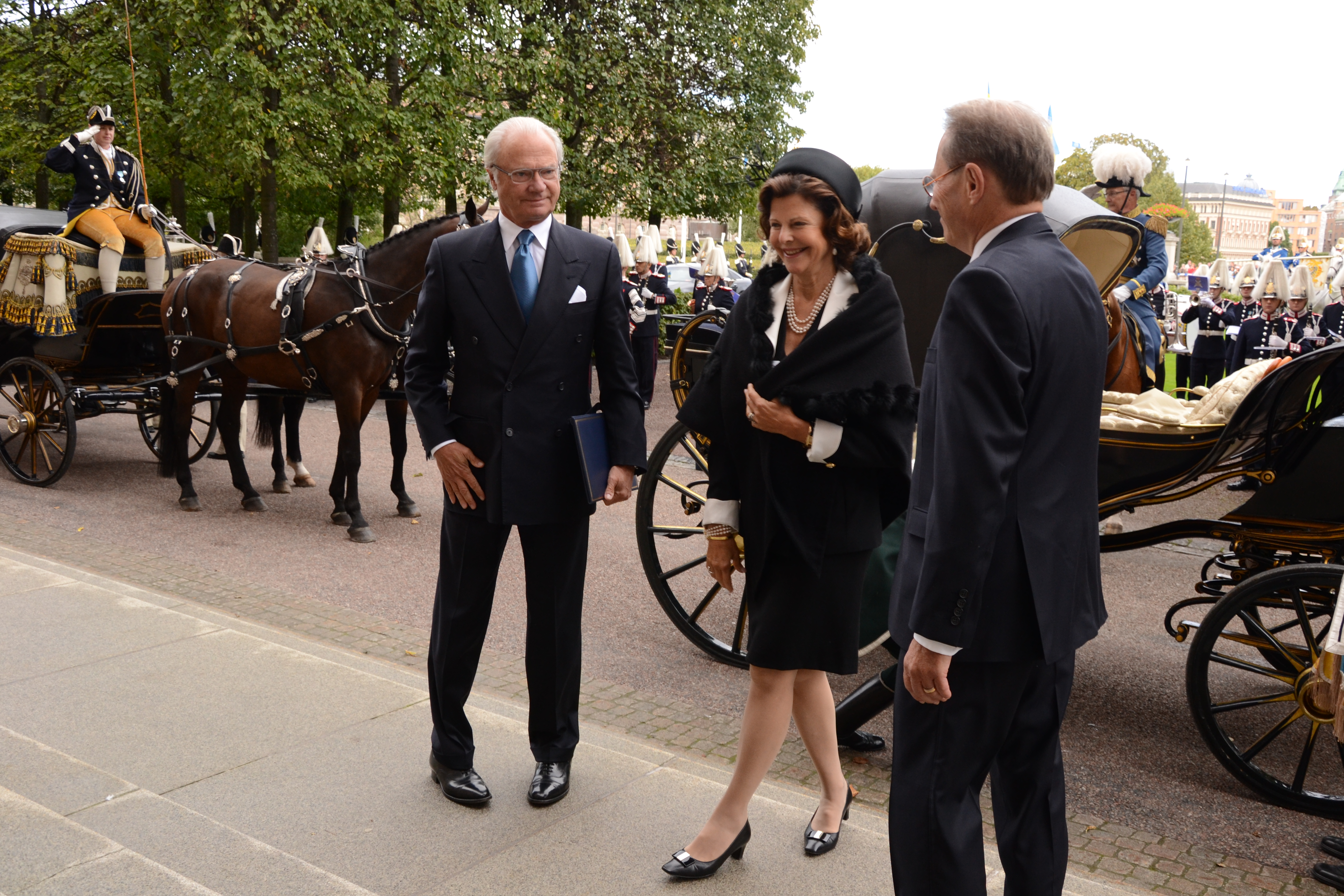
Talman Per Westerberg tar emot kungaparet vid riksmötets öppnande den 15 september 2011.

- 15 september: Riksmötets öppnande.
- 23 september: Annie Lööf blev ny partiledare för Centerpartiet efter Maud Olofsson.
- 1 november: En ny lag trädde i kraft, vilket underlättar fusion av aktiebolag.
- 23 november: Riksdagen beslutade att Gotlands kommun får använda beteckningarna regionfullmäktige istället för kommunfullmäktige och regionstyrelse istället för kommunstyrelse.[1]
- 14 december: Riksdagen förlängde Svenska insatsen i Afghanistan.
- 1 januari: Restaurangmomsen sänktes från 25 % till 12 %.
- 6 januari: Jonas Sjöstedt blev ny partiledare för Vänsterpartiet efter Lars Ohly.
- 21 januari: Håkan Juholt meddelade sin avgång som partiledare för Socialdemokraterna.
- 27 januari: Stefan Löfven blev ny partiledare för Socialdemokraterna efter Håkan Juholt.
- 29 mars: Försvarsminister Sten Tolgfors avgår i turerna kring Saudiaffären. Han ersätts av Karin Enström 18 april.
- 9 maj: Riksdagen beslutade att ge ett Republiken Irland ett bilateralt lån på högst 600 miljoner euro, vilket då motsvarade 5,3 miljarder kronor. 283 ledamöter röstade för, 20 ledamöter emot, och 18 avstod. Samtliga sverigedemokratiska ledamöter, 19 stycken, samt en vänsterpartist röstade emot. De resterande vänsterpartisterna avstod att rösta. 28 riksdagsledamöter var frånvarande.[2]
- 24 maj: Riksdagen godkände 2007 års Haagkonvention om underhållsskyldighet.

## Riksdagens sammansättning

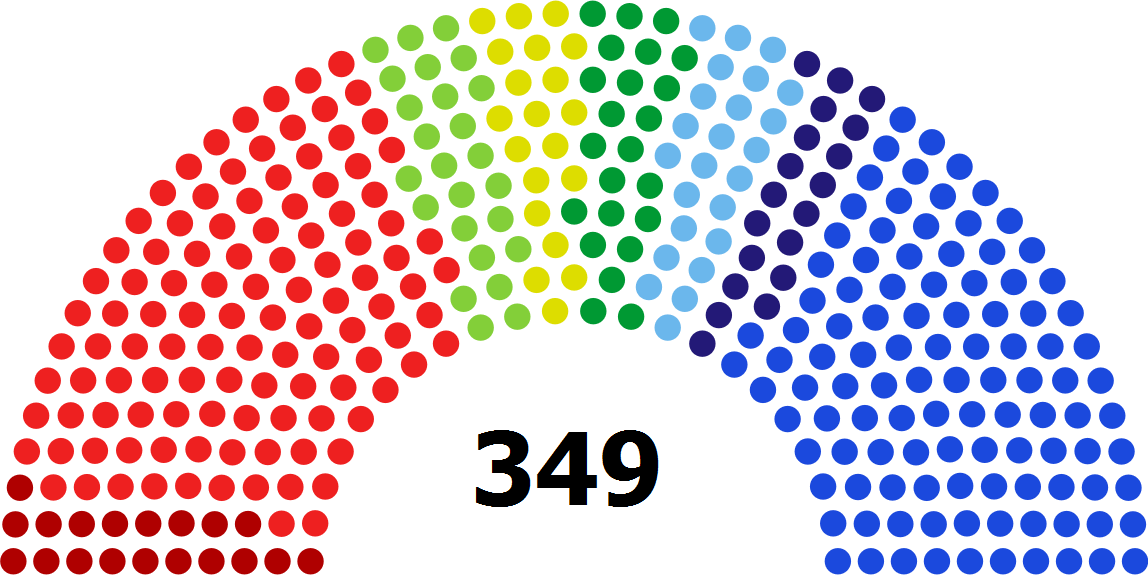
Mandat i Sveriges riksdag vid öppnandet av riksmötet 2010-2011. Den 26 september 2011 blev emellertid William Petzäll från Sverigedemokraterna vilde.

- Socialdemokraterna, 112
- Moderaterna, 107
- Miljöpartiet, 25
- Folkpartiet, 24
- Centerpartiet, 23
- Sverigedemokraterna, 20
- Vänsterpartiet, 19
- Kristdemokraterna, 19
- Totalt: 349

## Partiledare
- S: Håkan Juholt, till 27 januari 2012
  - Från 27 januari 2012: Stefan Löfven
- M: Fredrik Reinfeldt
- MP: Gustav Fridolin och Åsa Romson (språkrör)
- FP: Jan Björklund
- C: Maud Olofsson, till 23 september 2011
  - Från 23 september 2011: Annie Lööf
- SD: Jimmie Åkesson
- V: Lars Ohly, till 6 januari 2012
  - Från 6 januari 2012: Jonas Sjöstedt
- KD: Göran Hägglund